# Корнету (Вранча)
Корнету (рум. Cornetu) — село у повіті Вранча в Румунії. Входить до складу комуни Слобозія-Брадулуй.
Село розташоване на відстані 140 км на північний схід від Бухареста, 24 км на південний захід від Фокшан, 76 км на захід від Галаца, 113 км на схід від Брашова.

## Населення
За даними перепису населення 2002 року у селі проживали 1940 осіб.
Національний склад населення села:
| Національність | Кількість осіб | Відсоток |
| -------------- | -------------- | -------- |
| цигани         | 1903           | 98,1%    |
| румуни         | 37             | 1,9%     |

Рідною мовою назвали:
| Мова      | Кількість осіб | Відсоток |
| --------- | -------------- | -------- |
| циганська | 1820           | 93,8%    |
| румунська | 120            | 6,2%     |